# Batalla de Lieja

Posiciones de los fuertes alrededor de Lieja. El anillo de fortalezas construidas cerca de la Primera Guerra Mundial (en azul) se terminó para la Segunda Guerra Mundial con un segundo cinturón más cerca de Alemania (en rojo).

El Plan Schlieffen tenía que pasar por Bélgica para tener éxito y rodear al ejército francés.

La batalla de Lieja fue el inicio de la invasión alemana de Bélgica y la primera batalla de la Primera Guerra Mundial. El ataque a la ciudad comenzó el 2 de agosto de 1914 y duró hasta el 16 del mismo mes, cuando el último fuerte se rindió. La invasión de Bélgica fue el acontecimiento que desencadenó la entrada del Reino Unido de Gran Bretaña e Irlanda en la guerra; el vigor inesperado de la defensa de la ciudad dio más tiempo a los aliados occidentales para organizar y preparar su defensa de Francia.

## El plan Schlieffen
Como la Alemania imperial temía una larga guerra de dos frentes contra Francia y el Imperio ruso, el plan Schlieffen fue concebido. Consistía en un ataque rápido a París para vencer a Francia primero y rodear al ejército francés (como se hizo con éxito en la guerra franco-prusiana de 1870), y luego hacia el este, hacia Rusia. Con el fin de hacer esto, Bélgica tenía que ser atacada y cruzada en unos pocos días. La ciudad fortificada de Lieja estaba en el camino de las fuerzas alemanas en su avance a través de Bélgica.

## Estallido de la guerra
El mes de julio de 1914 fue de una gran actividad diplomática y militar a consecuencia del asesinato del príncipe heredero del Imperio austrohúngaro en el atentado de Sarajevo. A finales de mes los acontecimientos se precipitaron y la guerra se hizo inevitable. El día 1 de agosto Alemania declaraba la guerra a Rusia y el día 2 enviaba un ultimátum a Francia, que era aliada de Rusia por el tratado de la Triple Entente.
Otro ultimátum también fue para el Rey Alberto. El Plan Schlieffen de Alemania (desarrollado durante las dos décadas anteriores) organizaba una maniobra de flanqueo rápido en torno a la concentración de los ejércitos franceses a lo largo de la frontera de Alsacia y Lorena. Esa maniobra de flanqueo, diseñada para rodear por el norte a las fuerzas francesas y para evitar la impracticable orografía de la Ardenas, hacía necesario el paso por Bélgica. Gran parte de la planificación alemana dependía de que Bélgica  permitiera el paso por su territorio sin resistencia, cualquier otra cosa sería nada más que "sueños de ovejas", según un oficial prusiano. Desafortunadamente para los planes de Alemania, Bélgica no consintió y decidió defender su soberanía.

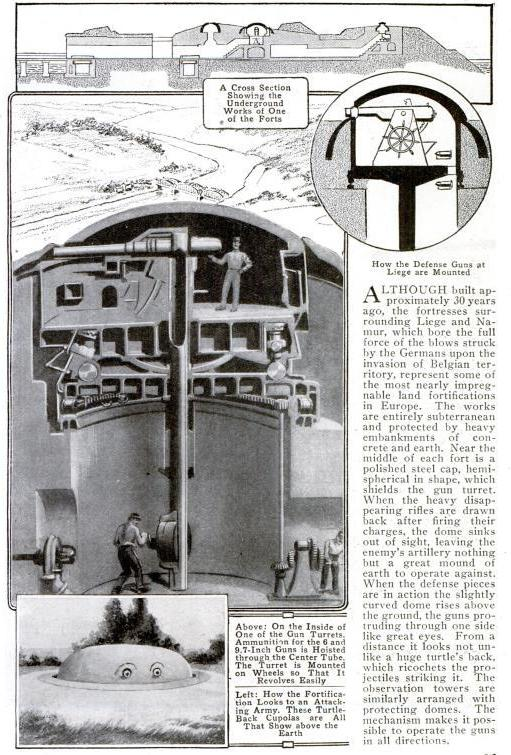
Diagrama de un fuerte de Lieja

Las defensas fijas de Bélgica y la planificación dependía de la resistencia a cualquier enemigo potencial: Alemania, Francia o Gran Bretaña. A principios de agosto de 1914, cuando Alberto I recibió el ultimátum de Berlín, su jefe de Estado Mayor, general Selliers Moranville, comenzó a implementar el plan de contingencia vigente: concentrar el ejército en el centro del país, permitiendo al mismo tiempo a las fortificaciones de Lieja y Namur ralentizar, si no detener, el avance alemán.
Lieja estaba ubicada en el camino principal a través de Bélgica hacia Francia. Hacia el sur el terreno era accidentado, en el norte estaba abierto, pero a menos de una docena de millas de los Países Bajos, donde Alemania no quería entrar. Tanto Lieja como Namur estaban fortificadas, aunque con serias deficiencias. Lieja estaba rodeada por una docena de fuertes, diseñados y construidos por Henri Alexis Brialmont, el ingeniero principal del siglo XIX.
La mayoría eran subterráneas, dejando al descubierto sólo montículos de hormigón y mampostería. Cada fortaleza tenía una serie de cúpulas retráctiles que contenían cañones que variaban en calibre de hasta 6 pulgadas. Mientras que conforme al estado de la técnica en su construcción en 1892, no habían sido bien mantenidos. Brialmont había planeado también construir pequeñas fortificaciones y líneas de trincheras vinculadas a las fortalezas principales, pero el gobierno belga no había hecho eso. Sus guarniciones no estaban con toda su fuerza y muchos hombres fueron sacados de las unidades de la guardia local y habían recibido solamente una formación mínima.
El 2 de agosto el rey Alberto respondió al ultimátum de Alemania, ordenando que se iniciaran las obras de apoyo, así como que el ejército se movilizara. Al comandante de la fortaleza de Lieja, el teniente general Gérard Leman, se le ordenó "mantener hasta el final con su división en defensa de la posición que le ha sido confiada".
Las fuerzas belgas tuvieron pocas oportunidades de terminar los preparativos; las fuerzas alemanas entraron en el país a principios del 4 de agosto. La fuerza alemana elegida para ocupar Lieja era una unidad provisional llamado Ejército del Mosa, que constaba de ocho brigadas al mando del General Otto von Emmich. Emmich envió principalmente infantería y caballería y les asignó la captura de los puentes sobre el Mosa en Lieja y apoderarse de la ciudad. Cuando las tropas llegaron al río y encontraron muchos de los puentes destruidos, comenzaron a trabajar para reemplazarlos con puentes provisionales. Cuando estos fueron atacados, los alemanes se dieron cuenta de que realmente se verían obligados a luchar por Lieja.

## Las fortificaciones
Lieja se encuentra en la confluencia de los ríos Mosa y Ourthe, entre el bosque de las Ardenas en el sur y Maastricht en Holanda y la llanura de Flandes al norte y al oeste. El Mosa, la atraviesa un profundo barranco en Lieja, lo que representa una barrera significativa.
La ciudad se encuentra en la línea ferroviaria principal que lleva desde Alemania a Bruselas, y, finalmente a París - el mismo ferrocarril que von Schlieffen y von Moltke había planeado utilizar para el transporte en Francia-. Estaba llena de instalaciones industriales, fábricas y otras instalaciones que contribuiría a la defensa de la ciudad. La defensa principal, sin embargo, era un anillo de doce fuertes que se había completado en un radio de 60–10 km alrededor de la ciudad en 1891.Los fuertes se superponían unos a otros en zonas de protección de incendios y se habían diseñado de manera que si un fuerte era atacado, sus dos vecinos podrían proporcionar apoyo de la artillería. Estaban a unos 4 km de distancia.
Los fuertes eran triangulares o cuadrangulares, con un foso alrededor y alambradas. Eran enteramente de hormigón y armados con obuses de 210 mm, 150 mm y 120 mm y cañones de 57 mm. Las fortalezas estaban defendidas de los ataques de la infantería con fusiles y ametralladoras. Las armas principales estaban montadas en torres de acero que giraban 360 grados. Sólo las torres de los cañones de 57 mm podían ser elevadas. En total, los fuertes tenían 78 piezas de artillería. Contenían espacios para el almacenamiento de municiones, capacidad de alojar 500 hombres y motores eléctricos para la iluminación. Los fuertes no estaban comunicados entre sí y sólo podían comunicarse por teléfono o telégrafo.
Los fuertes tenían varias otras debilidades. El terreno era difícil de cubrir por completo. Intervalos entre defensas se construyeron antes de la batalla y no fueron suficientes para detener a los alemanes que se infiltrasen en la ciudad. Los fuertes eran también débiles en la parte trasera, la dirección desde la que los bombardeos alemanes llegarían con el tiempo. Las condiciones de ventilación y sanitarias eran muy malas, lo que resultaba en falta de aire y olores terribles. Por último, el hormigón no era de a mejor calidad y los fuertes fueron construidos para soportar el asalto de armas de fuego de 210 mm, los mayores cañones móviles disponibles en el año 1890. Leman había sido seleccionado personalmente al mando de la 3.ª División y las fortificaciones de Lieja, y estaba bajo las órdenes del rey Alberto de mantener el sistema de fortalezas hasta el final. Leman tenía una fuerza de cerca de 30 000 soldados para defender los intervalos y cerca de 6000 soldados en las fortalezas, incluidos los miembros de la guardia civil.

## Orden de la batalla

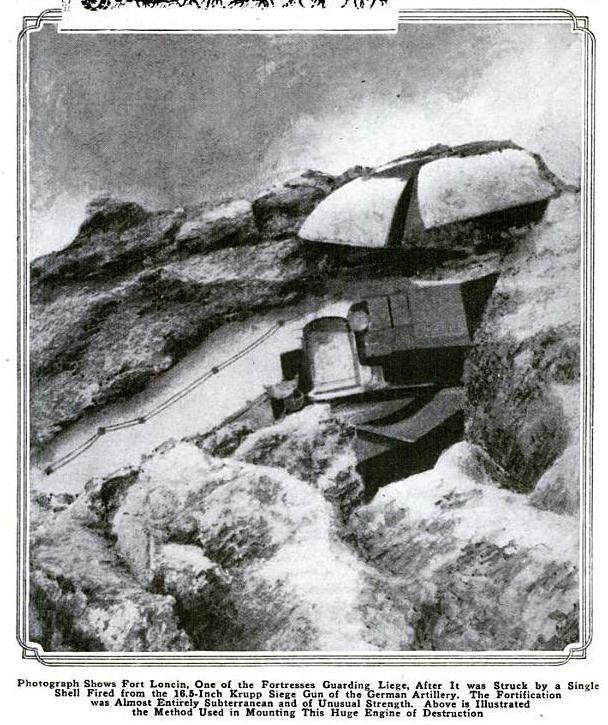
Fuerte de Loncin destruido por un disparo de un canon Krupp de 420mm

### Belgas
La tercera División belga defendió Lieja, mandada por el teniente general Gérard Leman. Dentro de la división, había cuatro brigadas y varias otras formaciones:
- Novena brigada mixta, incluyendo los Regimientos de Infantería 9.º y 29.º, junto con las baterías de artillería 43.ª, 44.ª, y 45.ª.
- 11.º Brigada Mixta, incluyendo los Regimientos de Infantería 11.º y 31.º, junto con las baterías de artillería 37.ª, 38.ª, y 39.ª.
- 12.º Brigada Mixta, incluidos los regimientos de infantería 12.º y 32.º, junto con la 40.ª, 41.ª, y baterías de artillería 42.ª.
- 14.ª Brigada Mixta, incluyendo los Regimientos de Infantería 14.º y la 34.º, junto con las baterías de artillería 46.ª, 47.ª, y 48.ª.
- Brigada 15 mixtas (5 de agosto), incluyendo los primeros y cuarto regimientos de cazadores, junto con las baterías de artillería 61.ª, 62.ª, y 63.ª.
- Las Guardias de las Fortalezas, incluidos los regimientos de infantería 9.º, 11.º, 12.º, y 14.º de reserva, un regimiento de artillería, cuatro baterías de reserva y varias otras tropas.
- Tercero Regimiento de Artillería, incluyendo las baterías 40.ª, 49.ª y 51.ª de Artillería.
- Tercero Batallón de Ingenieros.
- Tercera sección telegrafista.
- 2.º Regimiento de Lanceros.

En total, hubo alrededor de 36 000 soldados y 252 piezas de artillería para hacer frente a la invasión alemana.

### Orden de batalla alemán
La fuerza de ataque alemán (llamado El Ejército del Mosa) consistió en:
- Brigada 11 de Infantería del III Cuerpo, comandado por el General Von Watcher.
- Brigada 14 de Infantería de la IV Cuerpo, comandado por el General Von Wussow.
- 27.ª Brigada de Infantería del Cuerpo VII, al mando del coronel Von Massow.
- Brigada de Infantería de la 34.ª cuerpo IX, comandado por el General Von Krawell.
- Brigada de Infantería de la 38.ª Cuerpo X, al mando del coronel Von Oertzen.
- El II Cuerpo de Caballería, comandado por el teniente general Von der Marwitz, que consiste en el segundo (el general Von Krane), cuarto (el teniente general Von Garnier) y noveno (el general Von Bulow) divisiones de caballería.

En general, la fuerza consistió en cerca de 59 800 soldados y 100 piezas de artillería. Estos fueron colocados bajo el mando del General Otto von Emmich, acompañado por Erich Ludendorff como observador para el Estado Mayor.

## La batalla

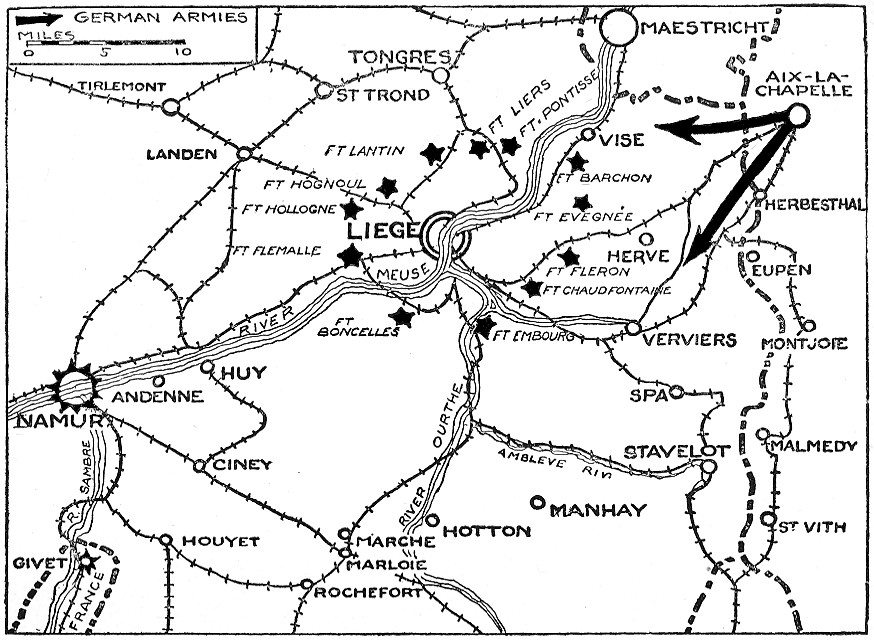
Comienzo de la batalla, por delante del primero y segundo ejército alemán

Por la tarde del 4 de agosto, la caballería alemana había cruzado el Mosa, al norte de Visé y se encontró con las tropas belgas de la 12 brigada, que combatieron y se retiraron a la línea de defensa. Las fuerzas alemanas fueron detenidas en la noche.
La División belga vigilaba la ciudad detrás de terraplenes construidos apresuradamente en el mismo día en que rechazó con éxito los ataques de la infantería alemana que trataba de pasar entre los fuertes.  Después de este ataque fallido, los alemanes llevaron a cabo uno de los primeros ataques aéreos en la historia utilizando un Zeppelin para atacar Lieja con bombas. Mientras tanto la caballería se trasladó al sur tratando de rodear la ciudad. Con la ciudad a punto de ser invadida, Leman ordenó a la 3.ª División de retirarse y volver a unirse al ejército belga, movilizándose hacia el oeste.
El 6 de agosto, el general Ludendorff se adelantó y encontró que el comandante Brigada había muerto. Ludendorff envió un grupo adelante con una bandera de tregua para exigir la rendición de Leman (que fue rechazada). Una fuerza de ataque que siguió fue derribada en la puerta de la sede de Leman. El día 9 de agosto el fuerte Fleron fue sacado de acción, y el día 10 la infantería alemana tomó por asalto el fuerte Barchon. Para arrasar las fortificaciones los alemanes tuvieron que emplear la artillería pesada. Esta incluía el obús Gran Bertha de 420 mm y morteros de 305 mm. Uno por uno los fuertes restantes fueron destruidos. El día 15 de agosto el general belga Gerard Leman fue herido cuando cayó el fuerte Loncin y fue llevado inconsciente para luego ser tomado prisionero por los alemanes. Finalmente la última fortaleza, el fuerte Boncelles, capituló el 16 de agosto de 1914, poniendo fin a la Batalla de Lieja.
Solo el fuerte Fléron fue puesto fuera de acción, al ser su mecanismo de cúpula destruido por el fuego de artillería. El único fuerte capturado por asalto de infantería sería Fort Barchon, capturado el 10 de agosto.
Para reducir estas fortificaciones, los alemanes tendrían que emplear su artillería ultra pesada. En el momento de la construcción de los fuertes se suponía que los mayores armas que podrían ser trasladados por tierra eran los obuses de 210 mm, por lo que los fuertes nunca habían sido diseñados para soportar los enormes proyectiles de los cañones más grandes. Las municiones de estas armas cayeron sobre los fuertes directamente desde arriba, penetrando entre los laterales de hormigón y luego detonando en el interior por medio de una espoleta retardada. Uno por uno, los fuertes fueron golpeados hasta la rendición, con el último, Fort Boncelles. El 17 de agosto el ejércitos alemán siguieron de acuerdo con el Plan Schlieffen, se prepararon para seguir hacia Bélgica, obligando a lo que quedaba del ejército belga a huir hacia Amberes y conquistando Bruselas el 20 de agosto.

## Consecuencias

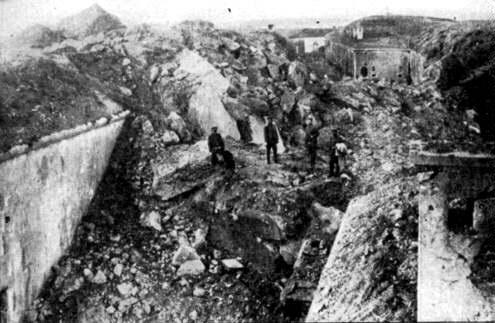
Foto del Fuerte de Loncin después de la batalla

No está claro qué efecto tuvo la resistencia de diez días en los alrededores de Lieja por Leman y sus tropas han tenido sobre el calendario general del Plan Schlieffen. Lo que es evidente es que la batalla fue considerada como una victoria moral de los aliados. Nadie esperaba que los belgas fueran a luchar y, de hacerlo, que lo hicieran eficazmente. ¿Podrían las grandes potencias de Europa no luchar hasta el final si la pequeña Bélgica lo había hecho? El triunfo fue moral, un anuncio al mundo de que los antiguos valores de derecho moral y del patriotismo podían todavía servir para la batalla, y que el ídolo alemán, con todo su esplendor, tenía pies de barro". Por eso Francia condecoró a la ciudad de Lieja con la Legión de Honor en 1914. Otro efecto fue una (equivocada) reducción de la fe en lo que respecta a las fortificaciones fijas, que condujo al debilitamiento de las fortalezas de la ciudad de Verdún, en Francia. Este debilitamiento tendría su importancia en la batalla que se libraría allí en 1916.

## Publicaciones
- Paul Hamelius, The Siege of Liège: A Personal Narrative (London, 1914)
- J. M. Kennedy, "The Campaign around Liège," in Daily Chronicle War Books (London, 1914)